# Тайная жизнь (фильм, 1998)
«Тайная жизнь» (англ. Extramarital) — детективный триллер Яэла Русскола.

## Сюжет
Элизабет очень хочет стать журналисткой. Желание оттолкнуло её от всех близких ей людей. Но встреча с загадочной женщиной Энн может все изменить. Энн, как выясняется, выглядит как примерная жена, но на самом деле изменяет мужу. Её история так увлекает Элизабет, что та решает написать историю о тайной жизни новой знакомой. Но на одном из свиданий Энн убивает человек в маске.

## В ролях
- Трейси Лордс
- Джефф Фэйи
- Брайан Блум
- Мария Диаз

## Премьера
Премьера фильма состоялась 9 августа 1998 года в США. Премьера на видео состоялась в Португалии, в январе 1999 года.